# ウルトラシリーズ登場兵器一覧
ウルトラシリーズ登場兵器一覧（ウルトラシリーズとうじょうへいきいちらん）は、特撮作品『ウルトラマン』をはじめとするウルトラシリーズに登場する主な架空の兵器の一覧である。

## テレビ

### 第1期ウルトラシリーズ

#### 科学特捜隊（ウルトラマン）
- ジェットビートル
- 宇宙ビートル
- 小型ビートル（三角ビートル）
- 科特隊専用車
- ベルシダー
- 特殊潜航艇S号（S16号、S21号、S25号）
- 白鳥号
- スペースタンク
- イカヅチ（『ウルトラマンメビウス』オリジナル）
- 亜光速試験船イザナミ（『ウルトラマンメビウス』オリジナル）
- ガンQショット（『大怪獣バトル ULTRA MONSTERS』オリジナル）

#### ウルトラ警備隊（ウルトラセブン）
- ウルトラホーク1号（α号、β号、γ号）
- ウルトラホーク2号
- ウルトラホーク3号
- ウルトラガード
- ポインター（PO-I、PO-II）
- マグマライザー
- ハイドランジャー（1号、2号）

#### 宇宙ステーションV1・V2・V3（ウルトラセブン）
- ステーションホーク1号
- ステーションホーク2号
- スペースタンク

#### 地球防衛軍（ウルトラセブン）
- スコーピオン号
- マックス号
- アーサー号
- キリー
- さくら9号
- R1号

### 第2期ウルトラシリーズ

#### MAT（帰ってきたウルトラマン）
- マットアロー1号
- マットアロー2号
- マットジャイロ
- スペースアロー
- マットビハイクル
- マットサブ（1号、2号）
- マットジープ

#### TAC（ウルトラマンA）
- タックファルコン
- タックスペース
- タックアロー
- タックパンサー
- タックジープ
- ダックビル
- ドルフィン（企画書のみ）
- マリア1号･2号
- シルバーシャーク
- ゴールデンホーク

#### ZAT（ウルトラマンタロウ）
- スカイホエール
- コンドル1号
- スーパースワロー
- ドラゴン
- アンドロメダ（オープニングのみ）
- マゼラン（オープニングにも本編にも未登場）
- ウルフ777
- ラビットパンダ
- ペルミダーII世
- アイアンフィッシュ（オープニングのみ）

#### MAC（ウルトラマンレオ）
- MAC基地・MACステーション
- マッキー1号
- マッキー2号（A、B）
- マッキー3号
- マックロディ
- マックカー
- マックジープ
- マックモール（オープニングにも本編にも未登場）
- マックシャーク（第28話以降のオープニングのみ）
- UN-105X爆弾

### 第3期ウルトラシリーズ

#### 科学警備隊（ザ☆ウルトラマン）
- スーパーマードック
- 巨大戦艦ウルトリア（α号、β号）（U40星より寄贈）
- バーディ
- スペースバーディ
- ベータミー
- シューターASS
- パッセンジャー号、パッセンジャー号II世
- ステーションホークN3

#### UGM（ウルトラマン80）
- スペースマミー
- スカイハイヤー
- シルバーガル（α号、β号）
- エースフライヤー
- スカウターS7
- スペース7号
- ゴリゴンUGM（設定のみ。オープニング・エンディングにも本編にも未登場）
- レッドスクーパー（設定のみ。オープニング・エンディングにも本編にも未登場）
- ドルフィンATM（オープニング・エンディングにも本編にも未登場）

### 平成ウルトラシリーズ

#### GUTS（ウルトラマンティガ）
- アートデッセイ号
- ガッツウイング1号
- ガッツウイング2号
- ガッツウイングEX-J（α号、β号）
- スノーホワイト
- ガッツウイング ブルートルネード
- ガッツウイング クリムゾンドラゴン
- シャーロック
- デ・ラ・ム
- オートスタッガー1号
- オートスタッガー2号
- ピーパー
- ドルファー202
- ガロワ飛行艇
- ラガティ（オープニングにも本編にも未登場）
- ガッツウイングゼロ（映画）
- TPC海洋調査船かいれい（映画）

#### スーパーGUTS（ウルトラマンダイナ）
- クラーコフNF-3000
- ガッツイーグル
- ガッツイーグルスペリオル
  - α号（イーグルジェット）
  - β号（イーグルウィング）
  - γ号（イーグルガイ）
  - αスペリオル
- コネリー07
- ゼレット
- ボッパー
- ガッツマリン
- ガッツディグ
- ガッツシャドー
- プラズマ百式
- スノーホワイト改
- 人工太陽試験機NSPカンパネラ
- TPC宇宙艇
- 電脳巨艦プロメテウス（映画）
  - 電脳魔神デスフェイサー
- 宇宙海賊船 曙丸
- マウンテンガリバー5号（MG-0005-RX）
- 人造ウルトラマン・テラノイド

#### XIG（ウルトラマンガイア）
- 空中母艦基地 エリアルベース
- 大型輸送戦闘機 ピースキャリー
- XIGファイターSS（特別訓練機あり）
- XIGファイターSG（特別訓練機あり）
- XIGファイターEX
- XIGファイターST
- XIGファイターGT
- シーガル・フローター
- ベルマン
- MLRSバイソン
- GBTスティンガー
- シーガル・ファントップ
- セイレーン7500
- タヴ・ライナー
- アドベンチャー（映画）

#### GOKAZOKU隊（ウルトラマンナイス）
- ヘキサウイング（本編未登場）
- ヘキサジェット1号（本編未登場）
- ヘキサジェット2号（本編未登場）
- ヘキサジェット3号（本編未登場）
- ヘキサジェット4号（本編未登場）
- ヘキサジェット5号（本編未登場）
- ヘキサジェット6号

#### TEAM EYES（ウルトラマンコスモス）
- コアモジュール
- テックサンダー1号
- テックサンダー2号
- テックサンダー3号
- テックサンダー4号
- テックスピナーMK-1（オープニングにも本編にも未登場）
- テックスピナーMK-2（オープニングにも本編にも未登場）
- テックスピナー1号
- テックスピナー2号
- テックスピナー3号（オープニングにも本編にも未登場）
- テックスピナー4号（オープニングにも本編にも未登場）
- テックブースター（センターシャトル、モジュールファイター）
- シェパード
- テックダイバー
  - ランドダイバー
  - シーダイバー

#### ナイトレイダー（ウルトラマンネクサス）
- ストライクチェスター
- メガキャノンチェスター
- ディグチェスター（オープニングにも本編にも未登場。玩具オリジナルメカ。）
- ハイパーストライクチェスター
  - クロムチェスターα
  - クロムチェスターβ
  - クロムチェスターγ
  - クロムチェスターδ

#### デュナミスト専用（ウルトラマンネクサス）
- ストーンフリューゲル

#### DASH（ウルトラマンマックス）
- ダッシュマザー
- ダッシュバード1号
- ダッシュバード2号
- ダッシュバード3号
- ダッシュバードβ
- ダッシュアルファ
- ダッシュドゥカ

#### CREW GUYS（ウルトラマンメビウス）
- フェニックスネスト（フライトモード）
- ガンスピーダー
- GUYSガンフェニックス
- ガンフェニックストライカー
  - GUYSガンウィンガー
  - GUYSガンローダー
  - GUYSガンブースター
- ガンクルセイダー
  - ガンクルセイダーMX
- GUYSアロー1号
- マケット怪獣ミクラス、リムエレキング、ウインダム
- F/A-18 ホーネット
- GUYS特別機
- ガンスピンドラー（小説）
- ガンブレイバー（小説）

#### GUYSオーシャン（ウルトラマンメビウス）
- GUYSシーウインガー
- ブルーウェイル

#### GUYSスペイシー（ウルトラマンメビウス）
- スペースウインガー
- 怪獣要撃衛星

#### ZAP SPACY（ウルトラギャラクシー大怪獣バトル）
- スペースペンドラゴン
  - スペースペンドラゴン（PD-MOD）
  - ドラゴンスピーダー
- ゴースタードラゴン
- シースタードラゴン（なりきりムービー）

#### 所属なし（一条寺友也所有）（ウルトラマンギンガ）
- ジャンスター
  - ジャンキラー/ジャンナイン

#### UPG（ウルトラマンギンガS）
- UPG-EV1 シュナウザー
- UPG-EV2 マラミュート

#### DRF（ウルトラマンリブット）
- AMAN 1
- AMAN 2

#### Xio（ウルトラマンX）
- ジオアトス
- ジオアラミス
- ジオポルトス
- ジオマスケッティ
  - スカイマスケッティ（ジオアトスと合体）
  - スペースマスケッティ（ジオアラミスと合体）
  - ランドマスケッティ（ジオポルトスと合体）
  - ペルセウス

#### SSP（ウルトラマンオーブ）
- SSP-7

#### ビートル隊（ウルトラマンオーブ）
- ゼットビートル
- スパイナー R1

#### 所属なし（ウルトラマンジード）
- ネオブリタニア号

#### ストレイジ（ウルトラマンZ）
- 特空機1号 セブンガー
  - 宇宙セブンガー
- 特空機2号 ウインダム
- 特空機3号 キングジョー ストレイジカスタム
  - ヘッドファイター
  - ブレストタンク
  - コアシップ
  - レッグキャリアー
- 特空機4号 ウルトロイドゼロ
- ステッグ

#### GUTS-SELECT（ウルトラマントリガー / ウルトラマンデッカー）
初代GUTS-SELECT（『ウルトラマントリガー』）
- 巨大戦闘艇 ナースデッセイ号
- 多目的無人可変ドローダー GUTSファルコン（ガッツファルコン）
- ガッツウイング
- エアーシャトル

新生GUTS-SELECT（『ウルトラマンデッカー』）
- GUTSグリフォン（ガッツグリフォン）
  - GUTSファルコン（有人機）
  - GUTSホーク（ガッツホーク）
- DG-001 電脳魔人 テラフェイザー
- ナースデッセイ2号（劇場版登場）

#### SKaRD（ウルトラマンブレーザー）
- SKaRD MOP（SKaRD Mobile Outpost、スカード移動前哨、MOPY）
- 23式特殊戦術機甲獣 アースガロン
  - アースガロンMod.2（モッドツー）
  - アースガロンMod.3（モッドスリー）
  - アースガロンMod.4（モッドフォー）
  - AO-PDS（エーオー・ピーディーエス）（漫画）
  - AO-UEU（エーオー・ユーイーユー）（漫画）

#### SKIP（ウルトラマンアーク）
- SKIP専用車

#### 地球防衛隊（ウルトラマンアーク）
- 防衛隊MRF
- 防衛隊MBT

## 映画

### ウルトラフォース（ウルトラマンUSA）
- マザーシップ
- ウルトラジェット（青・赤・黄）

### MYDO（ウルトラマンゼアス）
- スカイシャーク
- スカイフィッシュ（1号、2号）

### SRC（劇場版ウルトラマンコスモス）
- トロイトータル
  - トロイA
  - トロイB（コアモジュール）
- バーナード

### チームSEA（劇場版ウルトラマンコスモス2）
- トロイトータルS
  - トロイAS
  - トロイBS
- マリンダイバー

### SRC（劇場版ウルトラマンコスモス2）
- テックスピナーKS-1
- テックスピナーKS-2（本編未登場。玩具オリジナルメカ。）

### TEAM EYES（劇場版ウルトラマンコスモスVSウルトラマンジャスティス）
- テックライガー1号
- テックライガー2号
- テックライガー3号（本編未登場。玩具オリジナルメカ。）
- テックライガー4号（本編未登場。玩具オリジナルメカ。）
- テックライガーKS-1
- テックライガーKS-2（本編未登場。玩具オリジナルメカ。）
- テックライガーKS-3
- テックライガーKS-4

### 所属なし（横浜）（大決戦!超ウルトラ8兄弟）
- 日本丸
- ジェットビートル
- ウルトラホーク1号
- マットアロー1号
- タックスペース

### 惑星エスメラルダ（ウルトラマンゼロ THE MOVIE 超決戦!ベリアル銀河帝国）
- スターコルベット ジャンバード
  - ジャンボット

### 惑星アヌー（ウルトラマンゼロ THE MOVIE 超決戦!ベリアル銀河帝国）
- 地表艇ハスキー

### 炎の海賊（ウルトラマンゼロ THE MOVIE 超決戦!ベリアル銀河帝国）
- アバンギャルド号

### 所属不明（ウルトラマンゼロ THE MOVIE 超決戦!ベリアル銀河帝国）
- マイティスター

### チームU（EDF）（ウルトラマンサーガ）
- Uローダー

### スーパーGUTS（ウルトラマンサーガ）
- ガッツイーグルスペリオルα号（イーグルジェット）

### 禍特対（シン・ウルトラマン）
- 禍特対専用車
- CH-47JA

## オリジナルビデオ

### UMA（ウルトラマンG）
- ハマー
- サルトプス1号
- サルトプス2号
- サルトプス3号

### W.I.N.R.（ウルトラマンパワード）
- スカイハンター
- ストライクビートル
- 特殊潜航艇S22号
- ローバー

### HEART（ウルトラマンネオス）
- ハートウィナー
- ハートワーマー
- ハートビーターSX
- ハートビーターRX
- GJ（未登場）
- ソクイード555（未登場）
- ダッキー（未登場）
- ターボットSS号（未登場）

### GSG（ウルトラマンネオス）
- ハートラナー（パイロット版）

### ネオスーパーGUTS（ウルトラマンティガ外伝 古代に蘇る巨人）
- ガッツイーグルαスペリオル訓練機

### ティグルー（ウルトラマンティガ外伝 古代に蘇る巨人）
- アメノトブトリ

### ウルトラ警備隊（平成ウルトラセブン）
- ウルトラホーク1号
- ウルトラホーク3号
- ポインター
  - ポインター（PO-3） - 太陽エネルギー作戦
  - ポインター（TDF-137） - 地球星人の大地
  - TDF-154ポインター2001 - 30周年記念3部作
  - ポインター（TDF-172） - 30周年記念3部作
  - ポインター（TDF1137） - 1999最終章6部作
  - ポインターPO20-01 - EVOLUTION5部作

### 地球防衛軍（平成ウルトラセブン）
- フレンドシップ3号
- ムーンベース脱出艇
- ワープ航法ミサイル
- 着床型探査システム12号機

### 仮面ライダー新1号のマシン（ウルトラマンVS仮面ライダー）
- 新サイクロン号（ウルトラマンが搭乗）

## その他作品

### ウルトラQ
- 地底超特急イナズマ号

### アンドロメロス
- アンドロベース
- アンドロ艇

### ウルトラマンキッズ 母をたずねて3000万光年
- キッズスター号
- バル号

### ウルトラマン超闘士激伝
- ビートルG
  - 宇宙ビートルG
- ライザーG
- ホークウェポン1号
- ホークウェポン2号
- ホークウェポン3号

### 怪獣バスターズ
- パワードバギー

### ウルトラエッグ
- エッグライナー
- エッグベース（G.O.M.O.R.A.system）